# Bristol Britannia

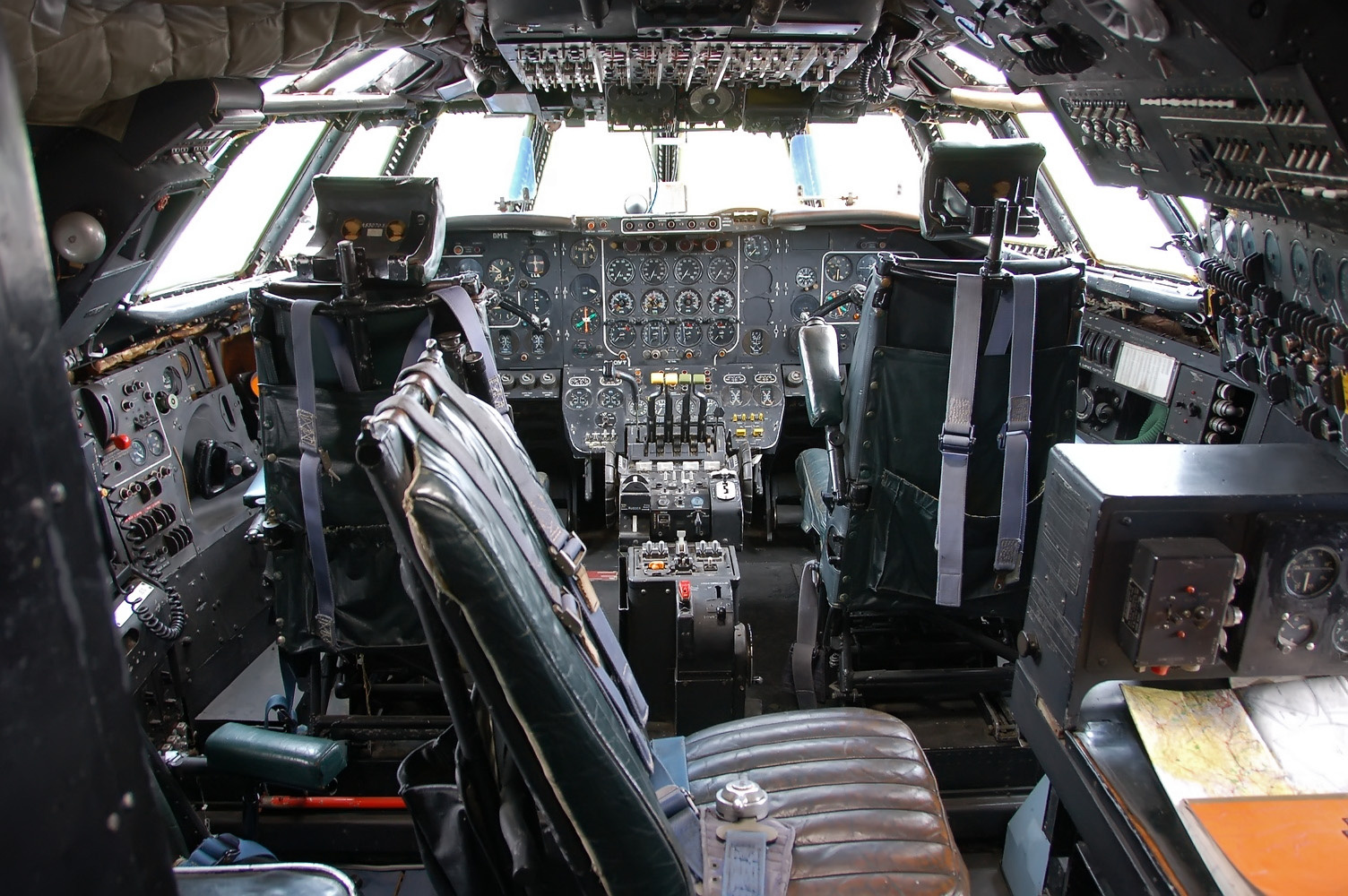
Cockpit

Bristol Britannia är ett 4-motorigt propellerplan med turbopropmotorer som flög första gången 1952. Det tillverkades i 85 exemplar av Bristol Aeroplane Company och flögs bland annat av Cubana och El Al.
Tillverkningen lades ner 1960, bland annat eftersom konkurrensen från första generationen jetpassagarerarplan, till exempel Boeing 707 och DC-8, gjorde den svårsåld.

## Användare
Britannian har tidigare flugits bland annat av följande operatörer:

### Civila operatörer

#### Europa

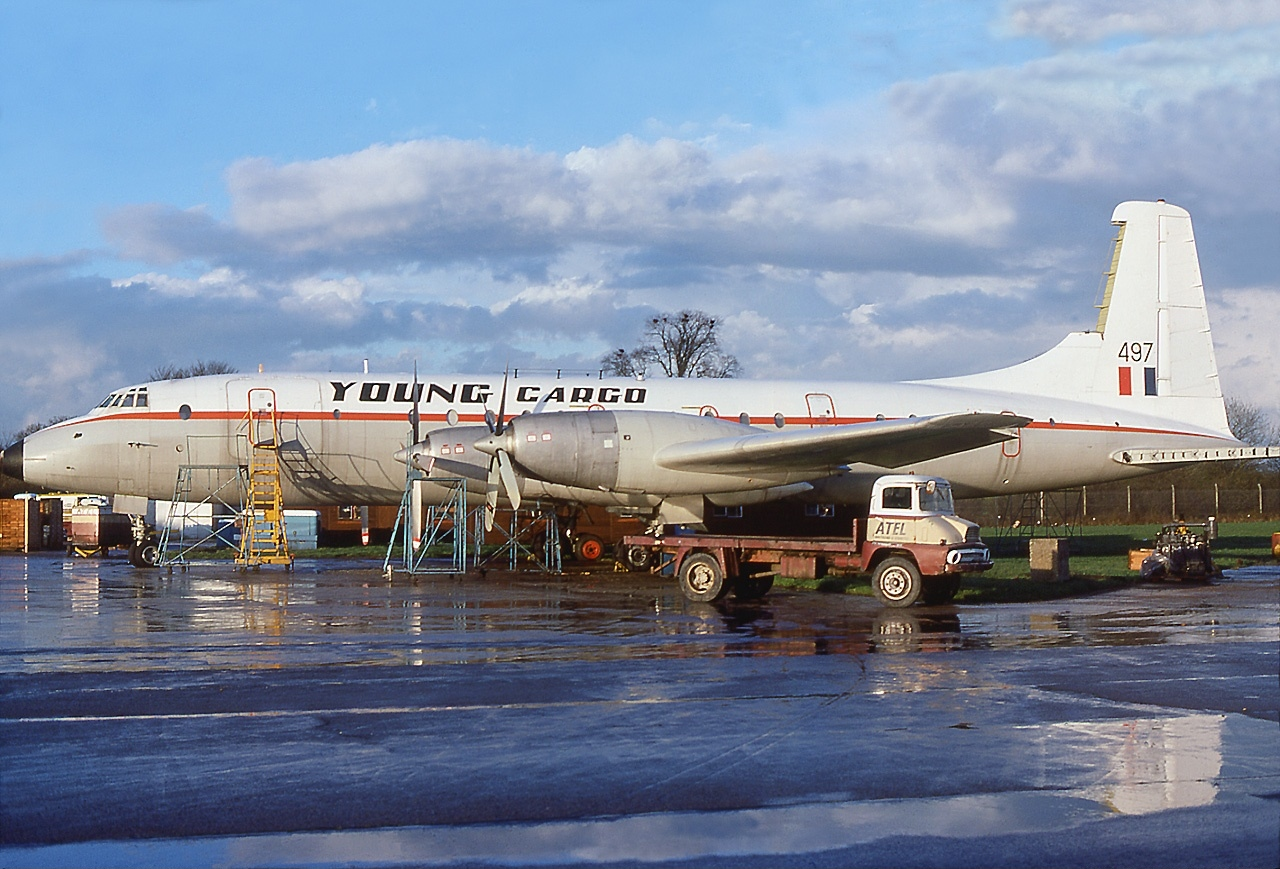
Young Cargo Bristol Britannia 253F, Stansted 1977

- Aer Turas
- Air Spain
- Globe Air
- Interconair
- CSA
- Young Cargo

##### Storbritannien
- Air Charter
- BKS Air Transport

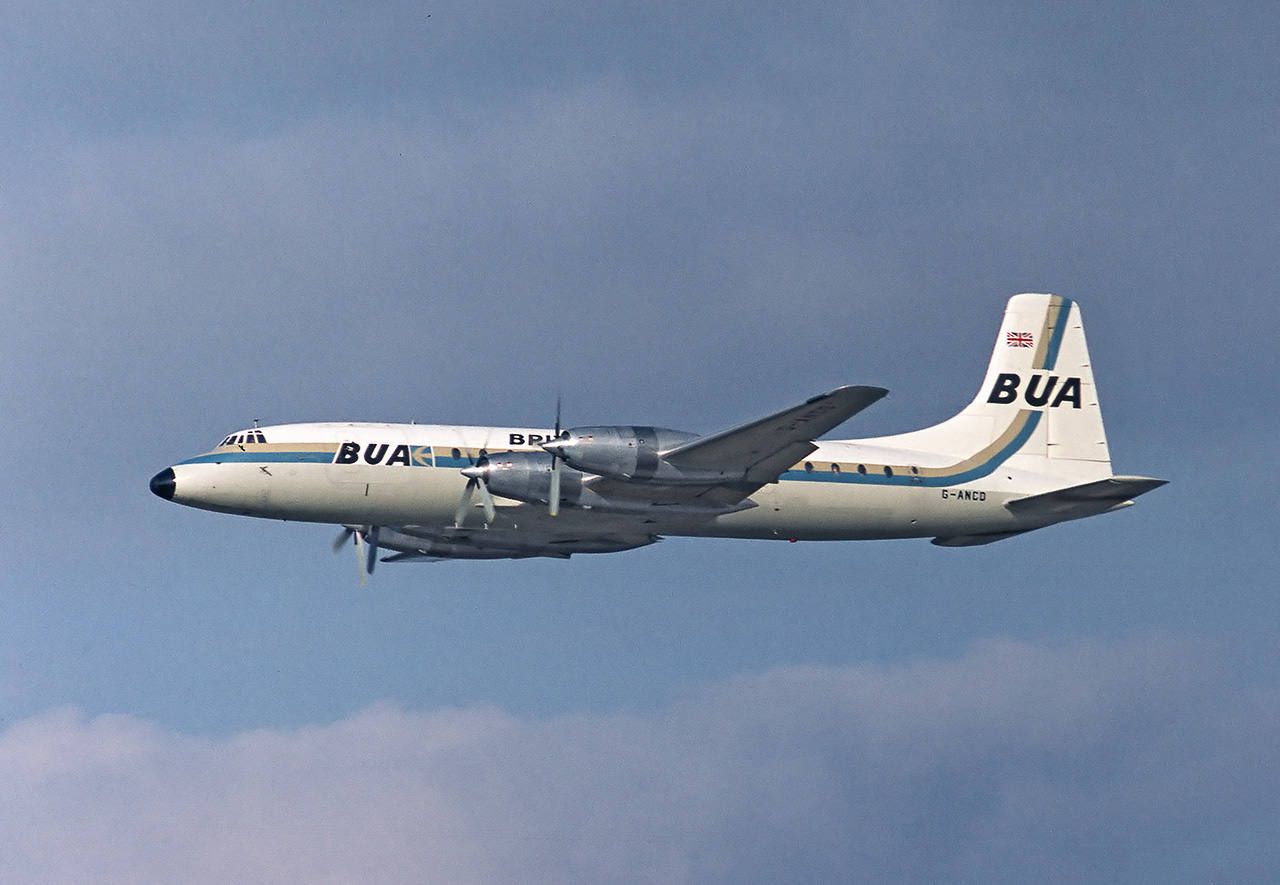
British United Bristol Britannia G-ANCD, Stockholm-Arlanda 1967

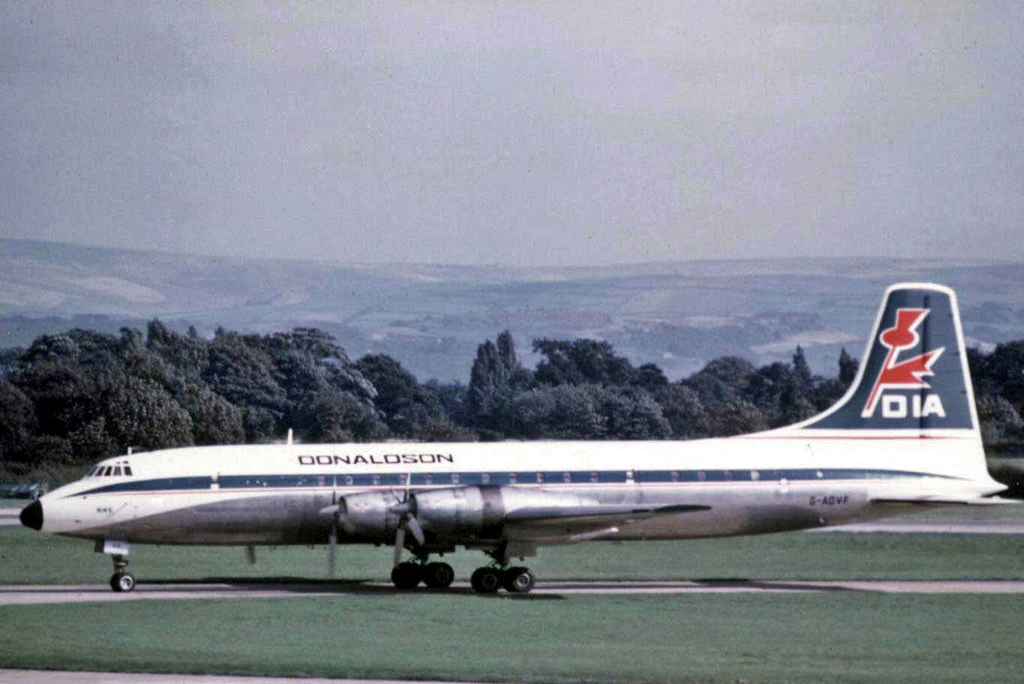
Donaldson Bristol Britannia 312 G-AOVF, Stansted 1971

- British Overseas Airways Corporation (BOAC)
- Britannia Airways (UK)
- British Eagle
- British United Airways
- Caledonian Airways
- Cunard Eagle Airways
- Donaldson International Airways
- Hunting-Clan Air Transport
- Invicta International Airlines
- Lloyd International Airways
- Monarch Airlines
- Redcoat Air Cargo
- Transglobe Airways

#### Afrika
- African Cargo Airlines
- African Safari Airways
- Centre Air Afrique
- East African Airways
- Ghana Airways
- Gemini Air Transport
- Katale Air Transport
- Liberia World Airways
- Lukum Air Services
- Transair Cargo

#### Asien, Oceanien
- Air Faisal
- Cathay Pacific
- El Al
- Gaylan Air Cargo (United Arab Emirates)
- Indonesian Ankasa Civil Air Transport
- Malayan Airways

#### Nordamerika

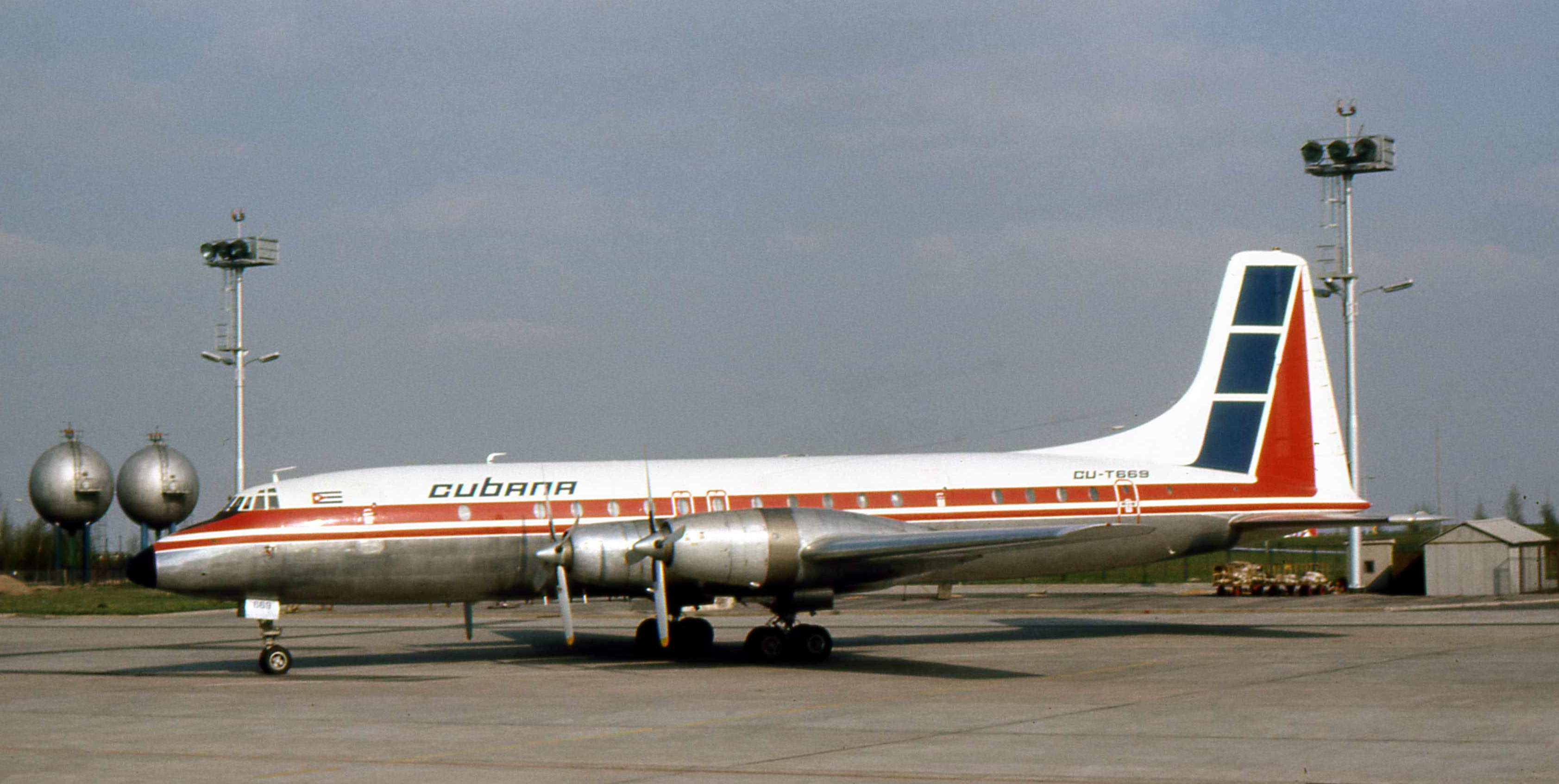
Cubana de Aviacion Bristol Britannia CU-T669, 1975

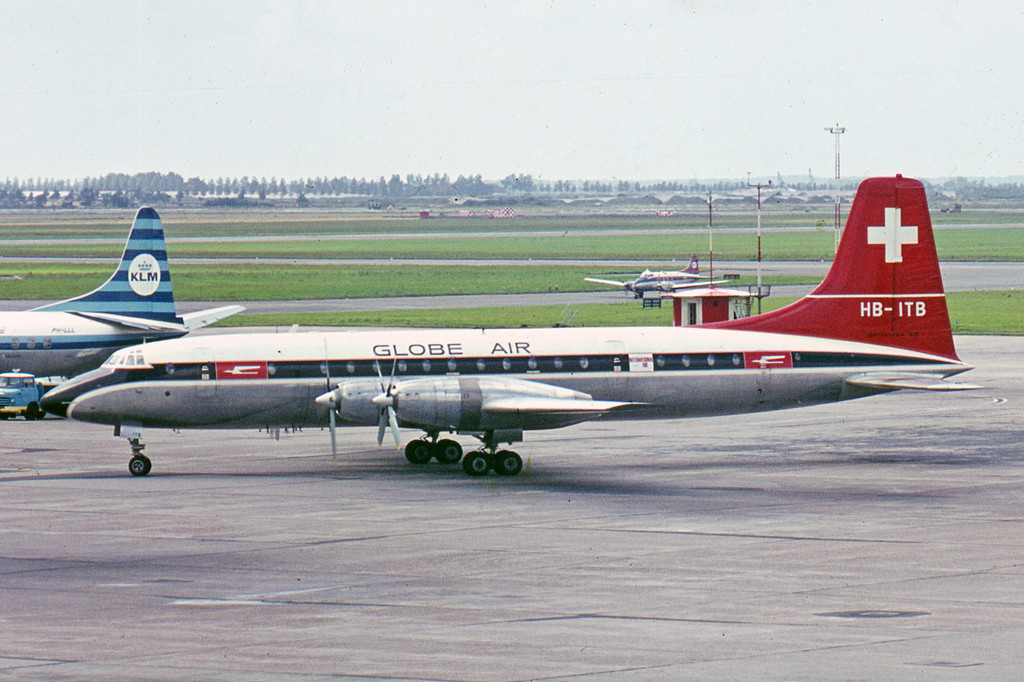
Den Globe Air Bristol 175 Britannia 313 som havererade nära Nikosia

- Aeronaves de México
- Canadian Pacific Air Lines

#### Sydamerika
- Aerotransportes Entre Rios
- Aerocaribbean
- Cubana
- Transcontinental SA

### Militära operatörer, regeringar, statliga byråer
- Royal Air Force[3]

## Haverier
Av 85 tillverkade Bristol Britannia förstördes 14 mellan 1954 och 1997, varav 7 som krävde sammanlagt 361 människoliv.
Den värsta flygolyckan inträffade den 20 april 1967 då en schweizisk Globe Air Britannia 313 (HB-ITB) vid inflygning mot Nikosias flygplats hade alltför låg flyghöjd och kolliderade med en kulle 4 kilometer söder om flygplatsen. Av 130 ombord dödades 126.

## Liknande flygplan
- Iljusjin Il-18